# Храм Рождества Христова (Ульяновск)
Хра́м Рождества́ Христо́ва — православный храм в микрорайоне Мостовая города Ульяновск, был построен 1804 году. Самая старинная церковь из сохранившихся в городе.

## История

### Дореволюционное время
Самый первый храм на этом месте был построен в 1651 году, его построили переселенцы из Казанского уезда из села Федоровское, это была деревянная церковь Рождества Христова в Мостовой Слободе (10 сентября 1974 года войдёт в состав Ульяновска). В 1804 году на её месте, казаки, пахотные солдаты с благословением Казанского архиепископа Серафима, на средства прихожан и пожертвований купцов построили новый, однопрестольный каменный храм того же наименования, но малых размеров.
В 1891 году храм решили перестраивать и расширять, за исключением колокольни, так как она стала слишком мала для людей. Прихожане и купцы на перестройку церкви собрали 8000 рублей, по тем меркам это были огромные деньги. Храм перестроили: увеличели трапезную и алтарь. Главный престол был освящён в честь Рождества Христова, правый — во имя святителя Николая Чудотворца и левый — в честь Казанской иконы Божией Матери. Также храм получил новую облицовку и декор в псевдо-византийском стиле.
1 октября 1897 года священником Михаилом Константиновичем Лебедевым была открыта школа грамоты для девочек, а уже в 1898 году был открыт церковно-приходское попечительство.
В 1906 году школа грамоты для девочек была преобразована в церковно-приходскую смешанную школу.

### Советское время
В 1933 году православный храм закрыли, а в здании был устроен склад для зерна. Позже церковь постигла участь запустения, но не была разрушена.

### Современность

Мемориальная доска - Храм Рождества Христова.

Здание храма и колокольня хорошо сохранились. Церковь сохранилась в наружном объёме с частичной утратой кровельных покрытий и крылец перед входами. Убранство интерьера тоже, к сожалению, не сохранилось.
В 1989 году в церкви освящён левый Казанский придел, храм постепенно восстанавливался, в нём начались богослужения.
В 2015 году казаки из казачества Ульяновска рядом с храмом установили памятный крест казакам, которые построили этот храм в 1804 году.
Церковь Рождества Христова является выявленным объектом культурного наследия (на основании Распоряжения Главы администрации Ульяновской области от 29.07.1999 № 959-р).
Сейчас это самый старинный из сохранившихся храмов Ульяновска. 

## Духовенство
- священник Иоанн Олиев (на 1865);
- священник Михаил Константинович Лебедев (на 1897);
- протоиерей Пётр Иванович Юрьев (с 1926 до начала 1930-х годов)[15];
- священник Иван Николаевич Богоявленский (с 1931 до 1933)[15];
- звонарь Христо-Рождественской церкви с. Мостовой Пётр Фёдорович Уточкин (до закрытия церкви в 1933)[15];

Священником церкви на данное время является:
- Протоиерей Владимир Иванович Быков — с 27.02.1991 года по настоящее время[16].

## Галерея

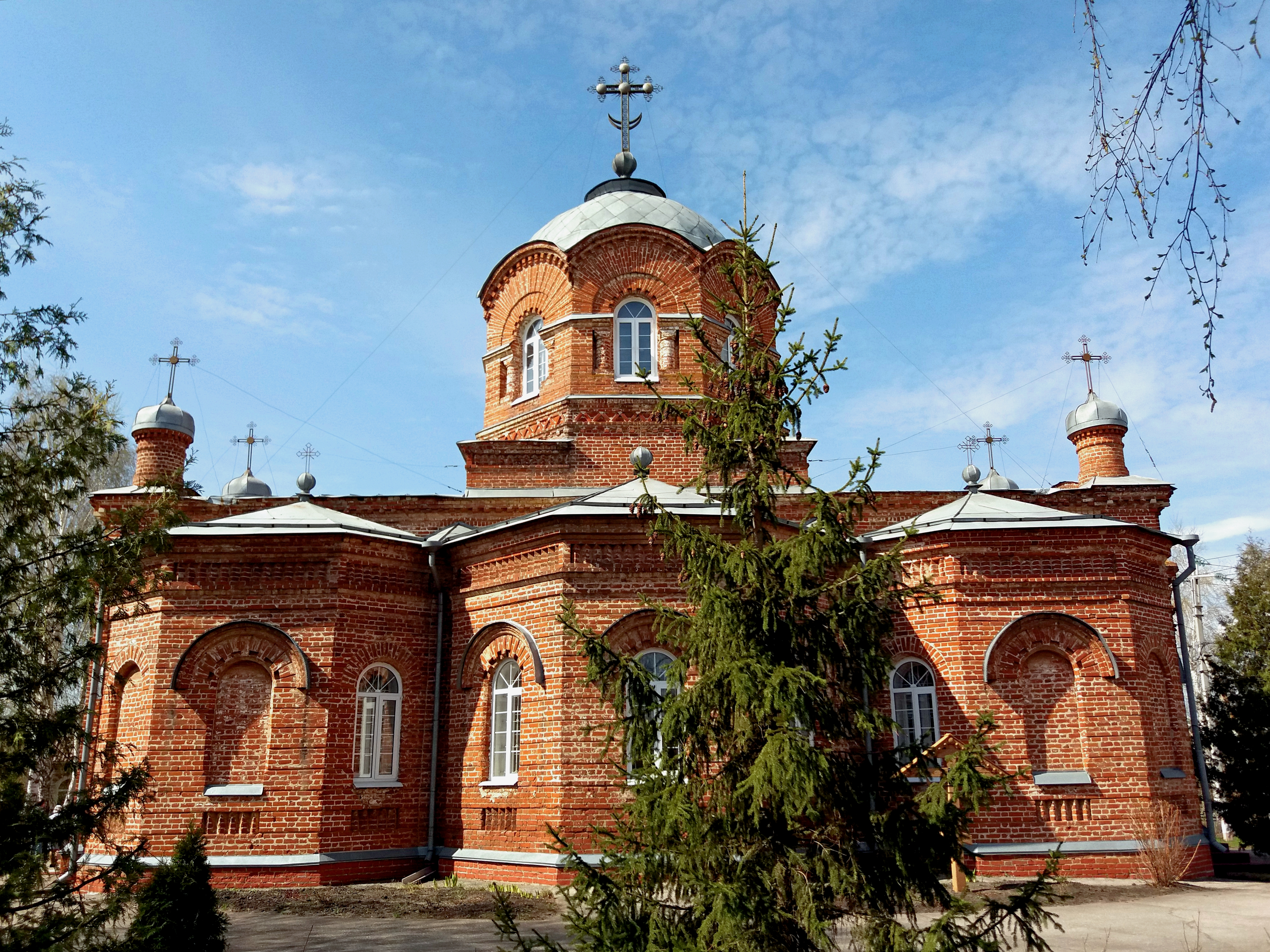
Алтарь храма Рождества Христова.
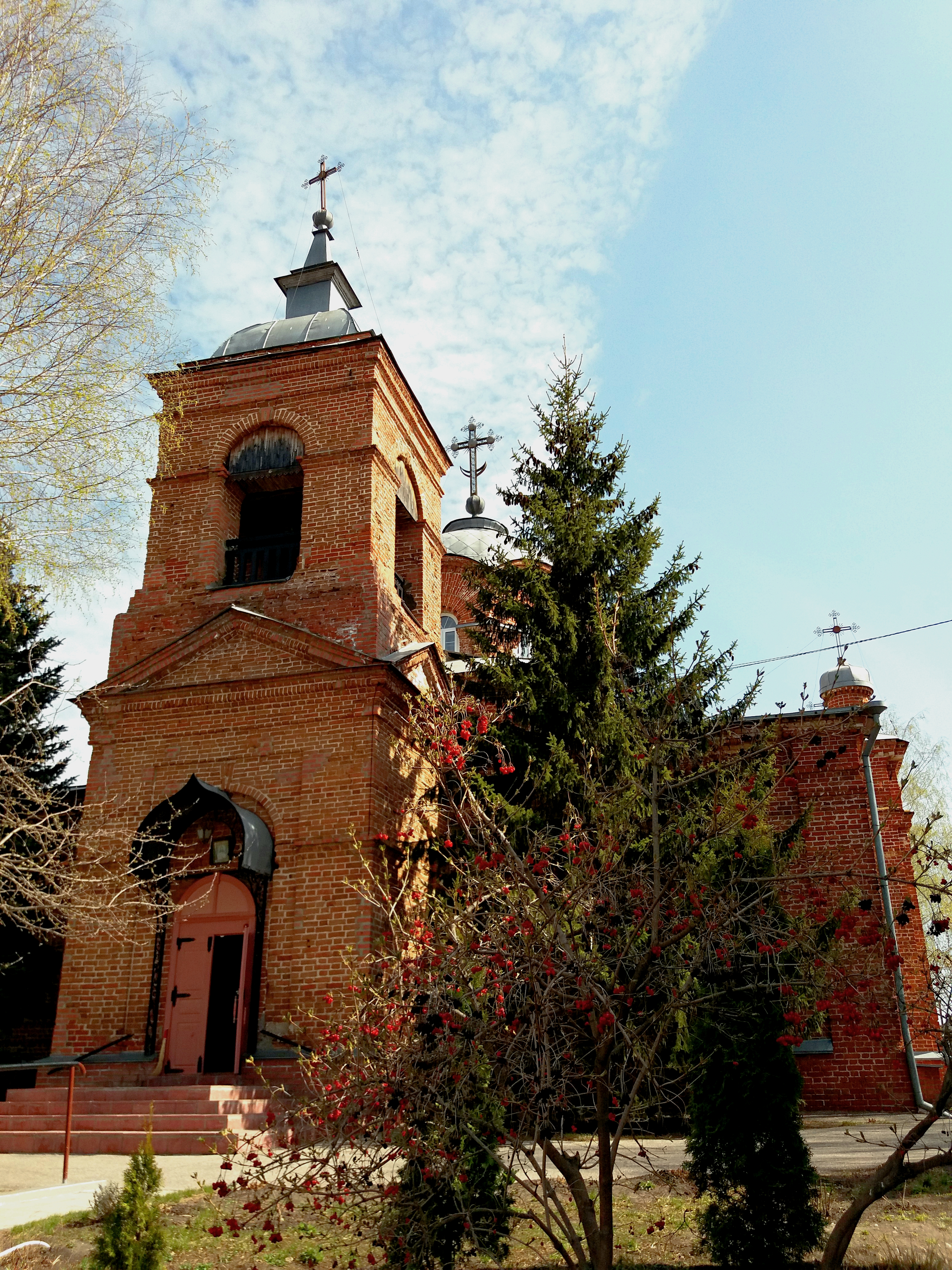
Колокольня храма Рождества Христова.
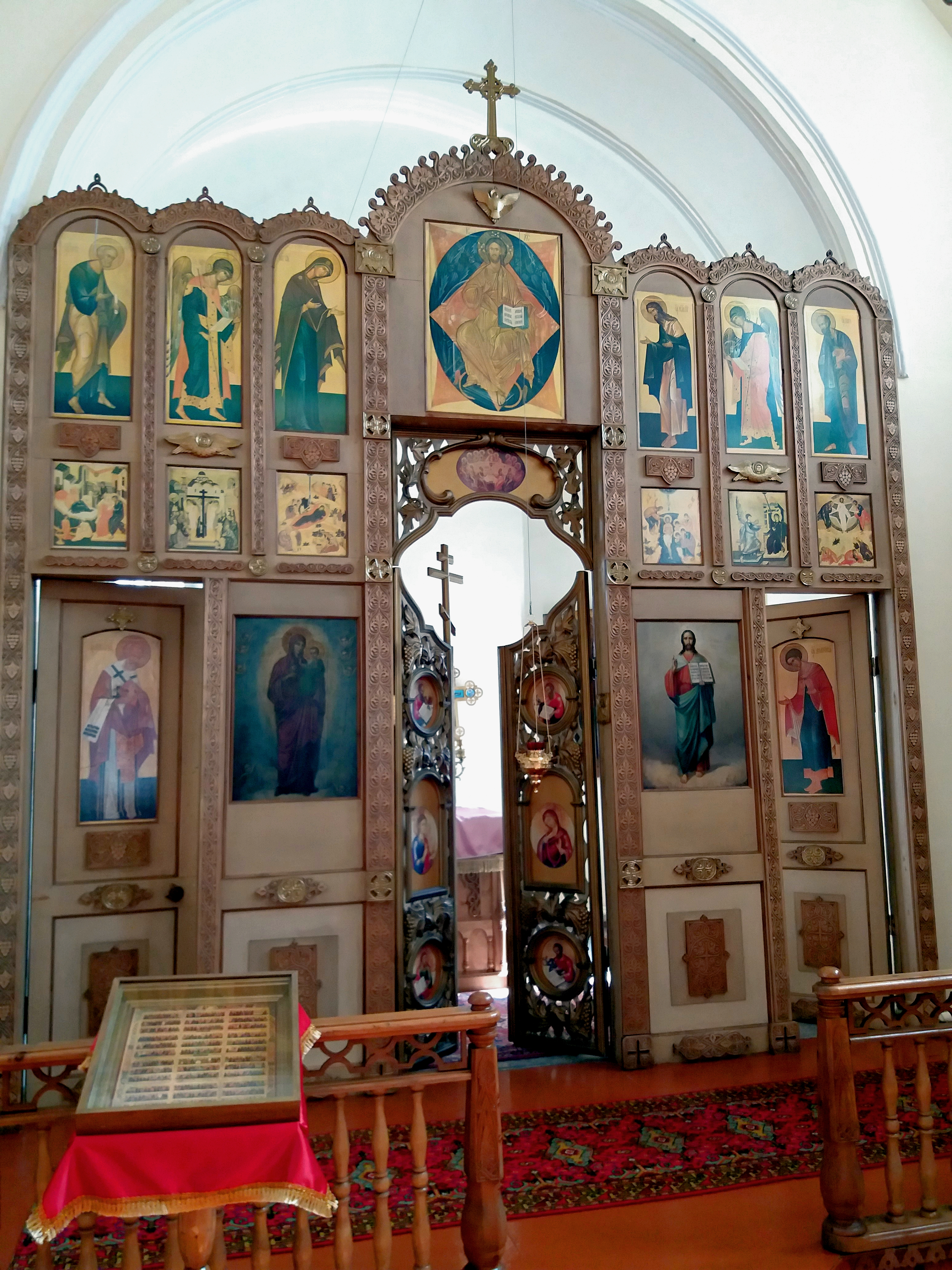
Иконостас храма Рождества Христова.
Иконостас храма Рождества Христова.
Мемориальная доска - Храм Рождества Христова.
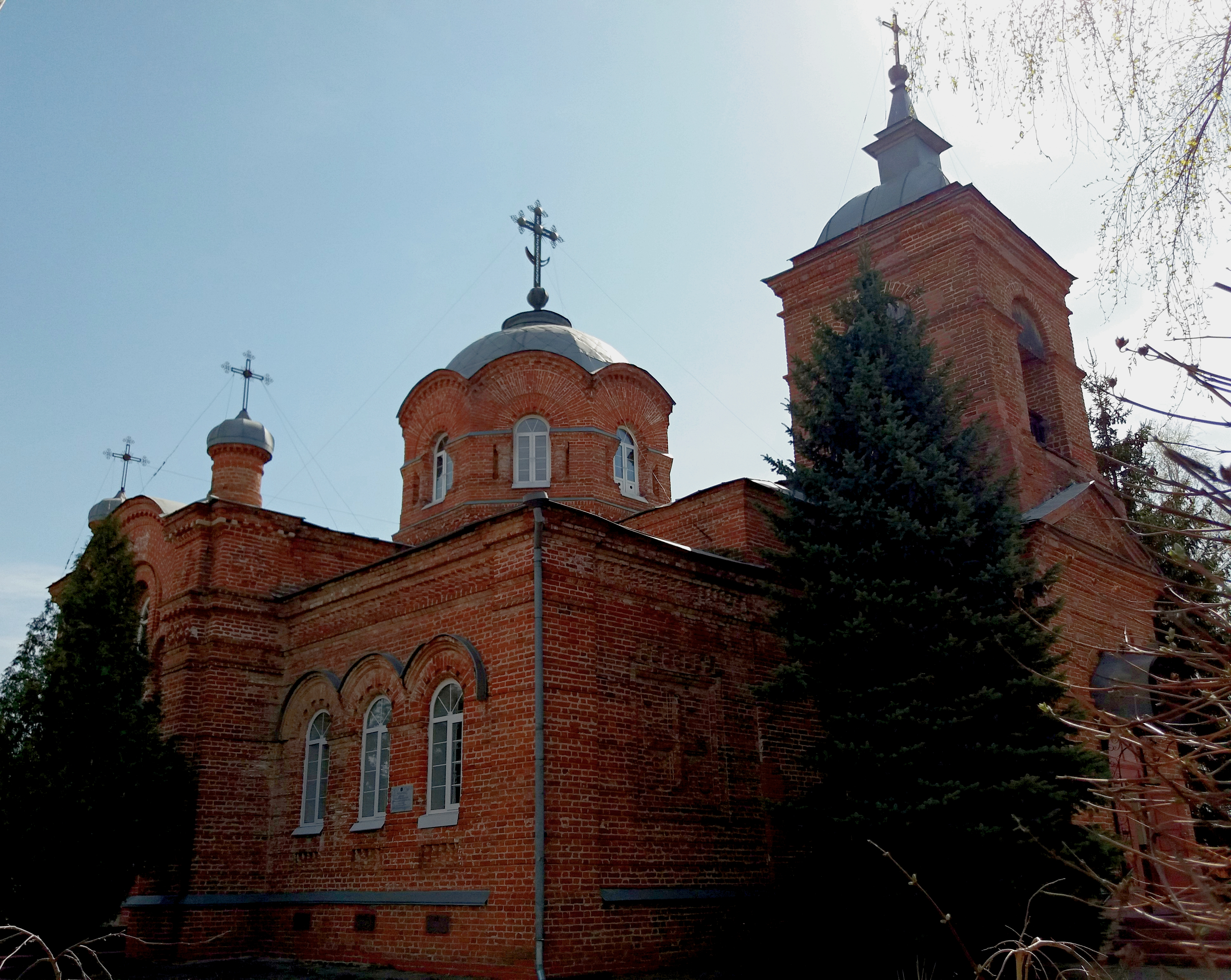
Храм Рождества Христова.
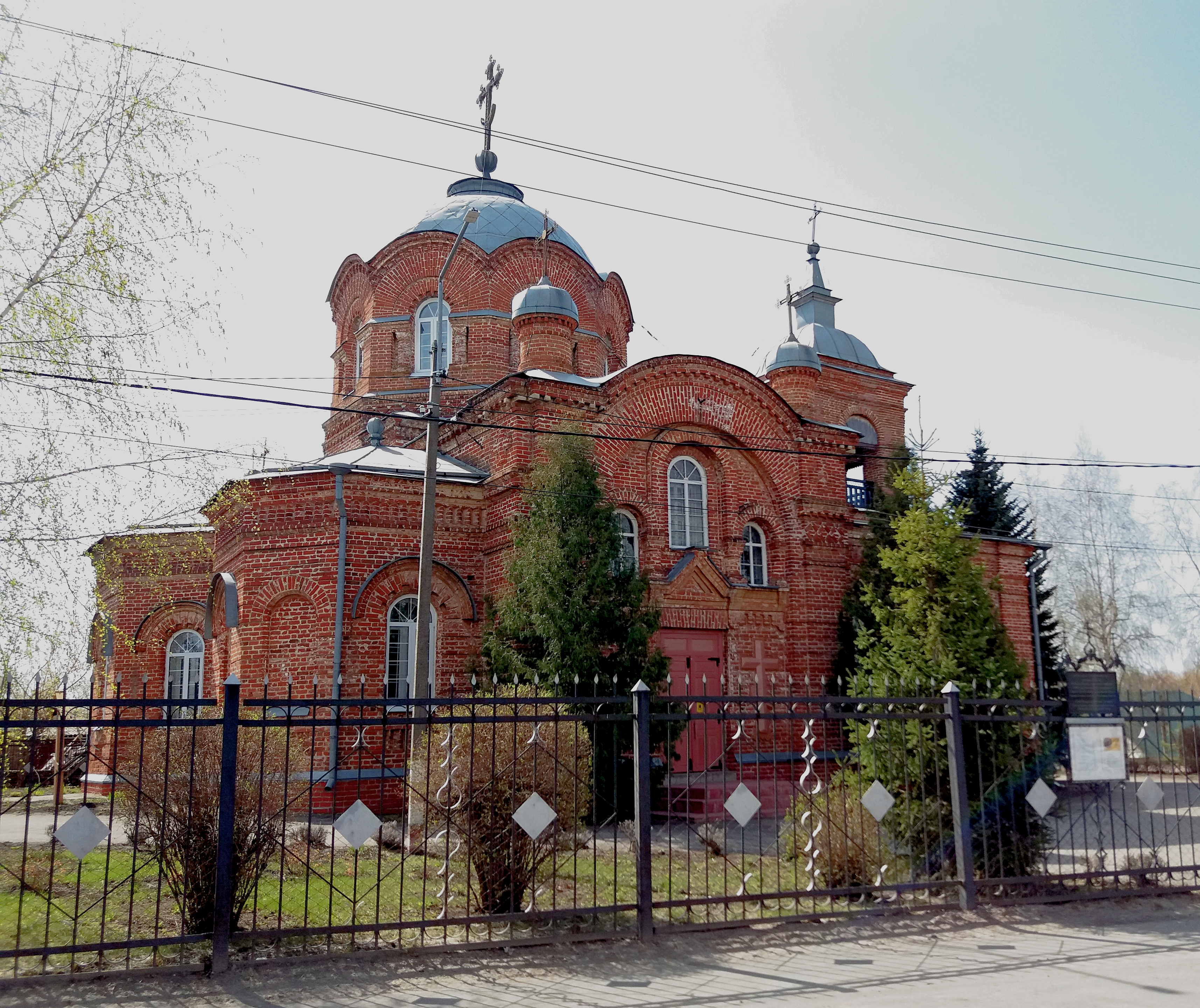
Храм Рождества Христова.
Убранства храма Рождества Христова.
Убранства храма Рождества Христова.
Убранства храма Рождества Христова.
Убранства храма Рождества Христова.
Убранства храма.
Убранства храма.
Убранства храма.
Убранства храма.
Убранства храма.